# Korfanty (Panzerwagen)
Der Panzerwagen Korfanty war ein improvisierter Panzerwagen und stammte aus der Zeit Zweiten Polnischen Republik während des dritten schlesischen Aufstands.

## Entwicklung
Während des dritten Schlesischen Aufstands im Mai 1921, wurde eine Kompanie aus Matrosen unter dem Kommando von Marineleutnant Robert Oszek motorisiert. Die Kompanie übernahm beschlagnahmte Lkws aus dem Stahlwerk Baildon. Man beschloss zur gleichen Zeit, dass einige der Fahrzeuge gepanzert werden sollten. Das erste Fahrzeug wurde vom Ingenieur Wozniak mit Hilfe von Leutnant Oszek in nur drei Tagen gebaut.
Als Basis diente das Fahrgestell eines Magirus-Lkw. Diese panzerte man mit Stahlblech aus dem Stahlwerk Baildon und nannte das Fahrzeug Korfanty, nach dem polnischen Politiker Wojciech Korfanty. Dieser Name, Korfanty, wurde mit großen Buchstaben außen am Fahrzeug aufgetragen. Zusätzlich malte man noch einen Schädel mit zwei gekreuzten Knochen vorne und hinten auf das Fahrzeug.

## Technische Daten
Als Fahrgestell wurde ein Lastkraftwagen von Magirus genutzt. Der schon vorhandene Motor war ein 40 PS starker Benzinmotor. Die Besatzung bestand aus sieben bis acht Mann. Dazu gehörten ein Kraftfahrer, einem Kommandanten, fünf Maschinengewehrschützen und ein bis zwei Beobachter.
Die Panzerung bestand aus Grabenblechen aus dem Ersten Weltkrieg. Der Vorteil war ein relativ akzeptabler Schutz vor Beschuss und zusätzlich besaßen sie kleine Schießscharten. Diese wurden hochkant an das Fahrgestell genietet. Die Motorhaube wurde mit halbrunden Platten geschützt. Der hintere Teil des Fahrzeugs war aufwendiger gestaltet als der vordere Teil. Man entschied sich hierbei, kleine runde Erker für jeweils ein Maschinengewehr. Das Dach war ebenfalls gepanzert und hatte eine leicht abgerundete Form um Beschuss von oben ablenken zu können oder damit Handgranaten wieder herunter rollen konnten. Die Bewaffnung bestand aus vier bis fünf Maschinengewehre. Diese waren entweder 7,92 mm MG 08/15 oder 7,92 mm Schwarzlose Maschinengewehre. Diese konnten in mehrere Richtungen feuern, dennoch gab es hier tote Winkel.

## Einsatz
Unmittelbar nach der Fertig- und Indienststellung des Panzerwagen wurde dieser in die Kompanie von Leutnant Oszek eingegliedert und kämpfte als Teil der Gruppe Nord in der Gegend von Kędzierzyn-Koźle. Zwischen dem 21. und 27. Mai nahm die Kompanie zusammen mit dem Panzerwagen an Schlachten im Gebiet um Sankt Annaberg teil. Dabei gab es mehrere kleinere Vorfälle, in denen Kugeln durch die Panzerung schlugen und die Besatzung verwundeten. Einmal durchschlug eine Kugel die Sichtluke vom Leutnant Oszek und verwundete ihn. Dennoch blieb er vor Ort und setzte seinen Dienst weiter fort. Nach dem Ende der Aufstände wurde der Panzerwagen in ein Museum im Krakau gebracht. Das weitere Schicksal des Fahrzeugs in ungeklärt.

## Galerie

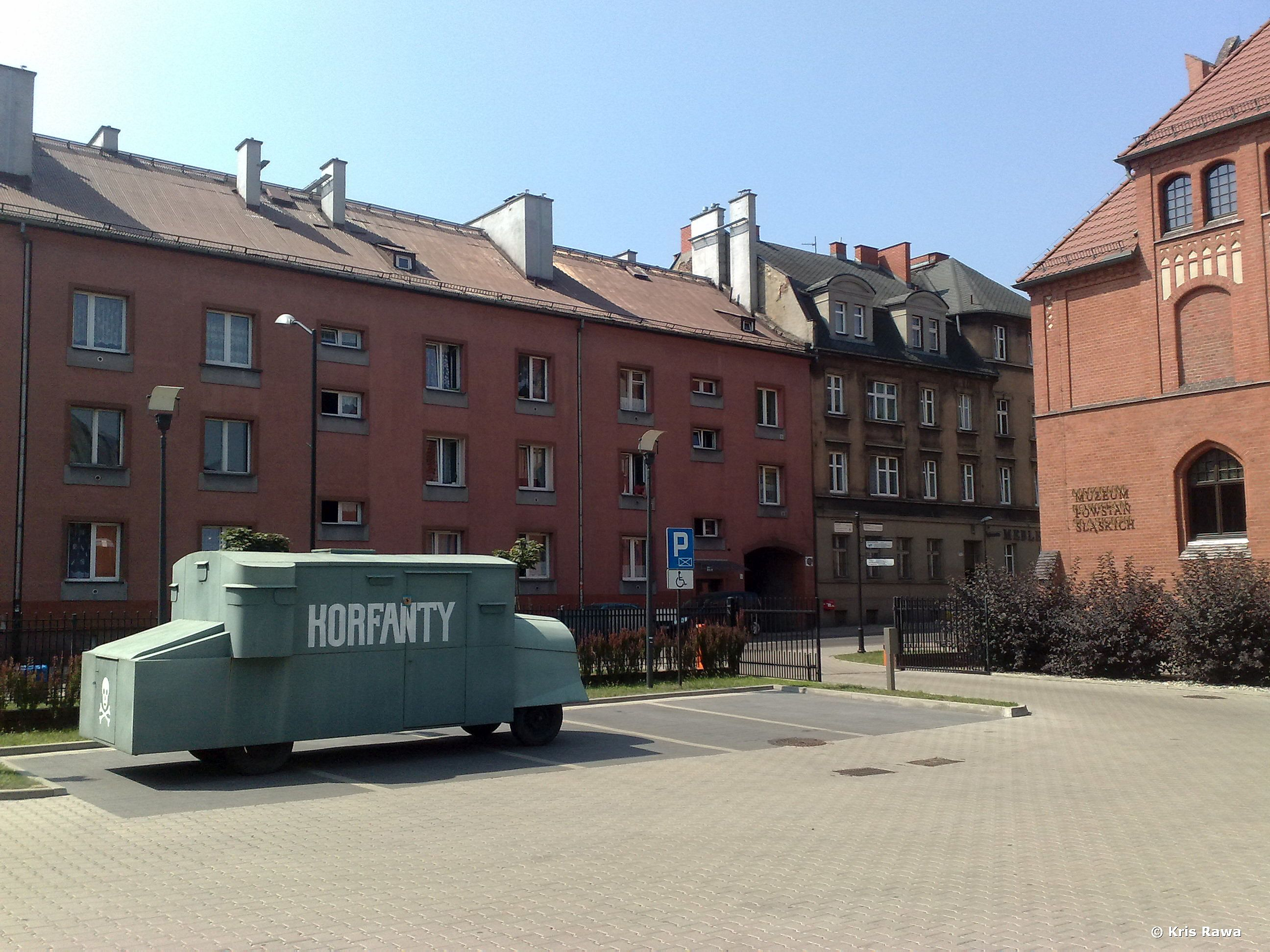
Nachbau des Panzerwagen Korfanty vor dem Museum des Schlesischen Aufstands in Świętochłowice im Jahr 2018.
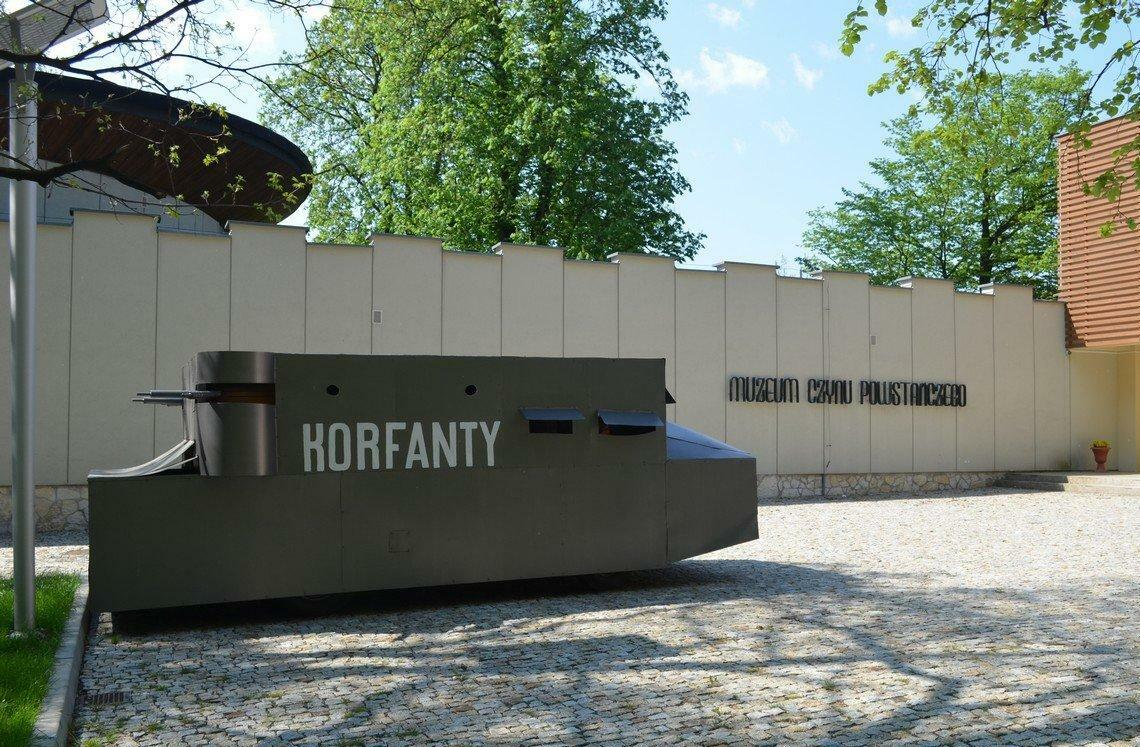
Nachbildung des Panzerwagens Korfanty vor dem Muzeum Czynu Powstańczego in Sankt Annaberg.